# Козацька рада

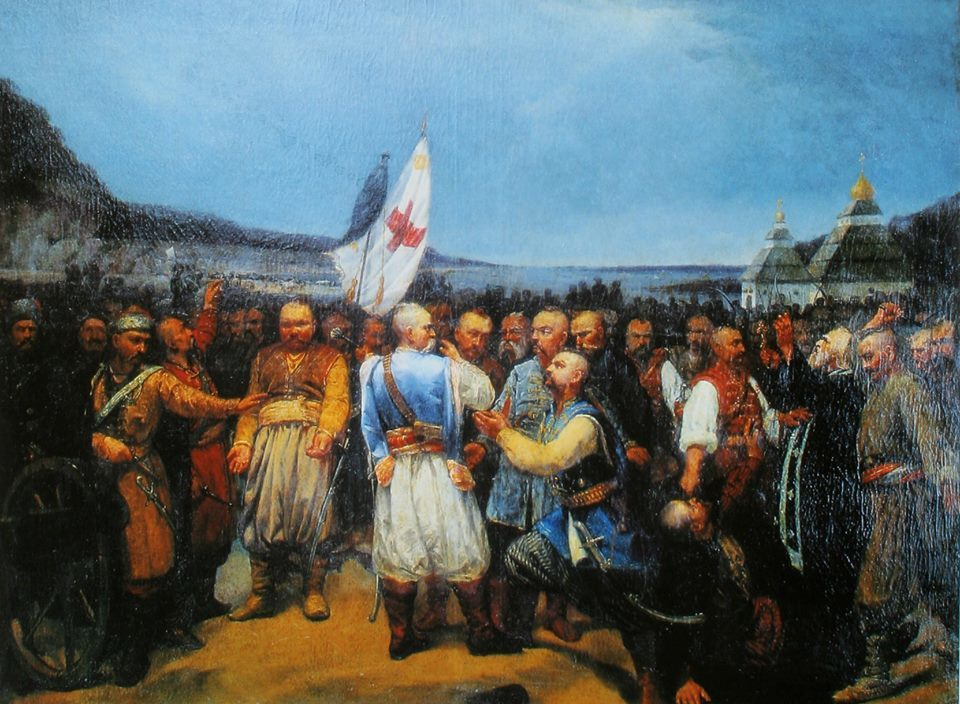
Картина «Остання рада на Січі». Художник Віктор Ковальов, середина XIX століття.

Коза́цька ра́да, військова рада — загальні козацькі збори, вищий законодавчий орган управління Війська Запорозького та Української держави в 16 — 18 століттях.
На козацькій раді обговорювали та вирішували питання внутрішньої й зовнішньої політики, адміністративні, судові, військові справи, обирали та скидали гетьманів та козацьку старшину. Під час народних повстань  протягом  16 — 1-ї пол. 17 століття козацькі ради набували загальноукраїнського значення. У козацьких радах могли брати участь усі козаки, представники православного духовенства та ті селяни й міщани, які вступали до повстанського козацького війська.
Козацька рада була основоположним інститутом запорозької республіки.
У 2-й половині 70-х років 17 століття  козацька рада припинила своє існування на Правобережній Україні та у 18 столітті остаточно втратила своє значення на  Лівобережній Україні  й набула характеру урочистої церемонії обрання гетьманом кандидата, що його призначав царський уряд.

## Історія виникнення
Козацькі ради почали збиратися з кінця 15 століття, з часу виникнення і формування українського козацтва, коли учасники окремих козацьких ватаг, що об'єднувались для походів та експедицій, радилися з приводу військово-господарських питань. На Запорозькій Січі козацькі ради вважалися найвищим органом влади. Під час народних повстань проти феодального й національного гніту протягом кінця 16 і першої половини 17 століття козацькі ради набували загальноукраїнського значення.
Традиційними місцями проведення козацьких рад із початку 17 століття були урочище Маслів Став (нині село Маслівка Миронівського району Київської області), міста Корсунь і Канів. Ради відбувалися і під Києвом, Переяславом та в інших місцях, а під час походів і повстань у військових таборах.
У козацьких радах могли брати участь всі козаки, представники православного духовенства та ті селяни й міщани, які вступали до повстанського козацького війська. Залежно:
- від участі в них широких мас рядового козацтва («черні») козацькі називалися «чорними»;
- від їх чисельності — «великими», «вальними»;
- від їх загальноукраїнського значення «генеральними», «явними» тощо.

Практикувались також ради городових козаків окремих міст (наприклад, рада козаків м. Канева під час повстання Жмайла 1625 р.). Загальновійськові ради об'єднували запорізьких, городових та реєстрових козаків. За необхідності козацьку раду скликав гетьман (на Запоріжжі — кошовий). Учасники козацької ради ставали в широке коло, посеред якого розміщувалася козацька старшина, полковники, гетьман. Перед тим старшина скликала свою, так звану, Раду старшини, яка заздалегідь готувала для козацької ради рішення.

## Занепад козацької ради
Під час визвольної війни 1648 ⁣ — ⁣1654 років у зв'язку з формуванням ранньомодерної Української держави козацька рада вважалася вищим законодавчим органом. На козацькій раді 1648 року було обрано гетьманом Богдана Хмельницького й ухвалено почати повстання проти шляхетської Польщі. Однак зі зміцненням гетьманської влади Богдан Хмельницький став рідше скликати козацькі ради. Останньою  була Чорна рада 1663 року в Ніжині. Відтоді в козацькій раді брали участь лише представники від полків. Козацькі ради звелися до виборів гетьмана й затвердження «статей» договірних пунктів між гетьманським та царським урядами, що визначали соціально-економічне та політичне становище України.
У козацьких радах 1659, 1663, 1669, 1672, 1674 років брали участь уповноважені царського уряду (бояри, окольничі), які санкціонували їхні ухвали, а то й диктували свою волю у формі наказу.
Після Андрусівського перемир'я 1667 року на Правобережній Україні, що була під владою шляхетської Польщі, козацька рада у 2-й половині 70-х років 17 століття припинила своє існування (відродилася тимчасово тільки під час відновлення правобережного козацтва під проводом Семена Палія).
На Лівобережній Україні у 18 столітті козацька рада остаточно втратила своє значення й набула характеру урочистої церемонії обрання гетьманом кандидата, що його призначав царський уряд.

## Зникнення козацьких рад
З 1654 року систематично (тричі на рік) збиралася козацька рада на Запоріжжі. У 18 столітті, у часи Нової Січі, це були: 1 січня — Новий рік, 2 або З день Великодня та 1 жовтня — свято Покрови — храмове свято Запорізької Січі. Крім того, це робилося в будь-який день на вимогу козацького товариства чи «сіроми». Тут найдовше зберігалися певні риси демократії, хоч кошова верхівка домагалася заміни козацької ради старшинськими нарадами й сходками курінних отаманів.
Зі скасуванням решток автономії України в 60-80-х роках 18 століття, ліквідацією Запорізької Січі у 1775 році козацькі ради перестали скликатися.

## Загальний список козацьких рад і загальних військових рад
- 1648 Козацька рада Запорізької Січі
- 1654 Переяславська рада
- 1657 Корсунська рада
- 1659 Козацька рада у Германівці
- 1663 Чорна рада 1663
- 1669 Генеральна рада у Глухові
- 1669 Козацька рада трьох полків Правобережжя в Умані
- 1684 Козацька рада у Могилеві-Подільському